# Macrozamia communis
Macrozamia communis — вид голонасінних рослин класу саговникоподібні (Cycadopsida).
Етимологія: лат. communis — «звичайний або в достатку», бо густі зарості часто можна побачити в дикій природі.

## Опис

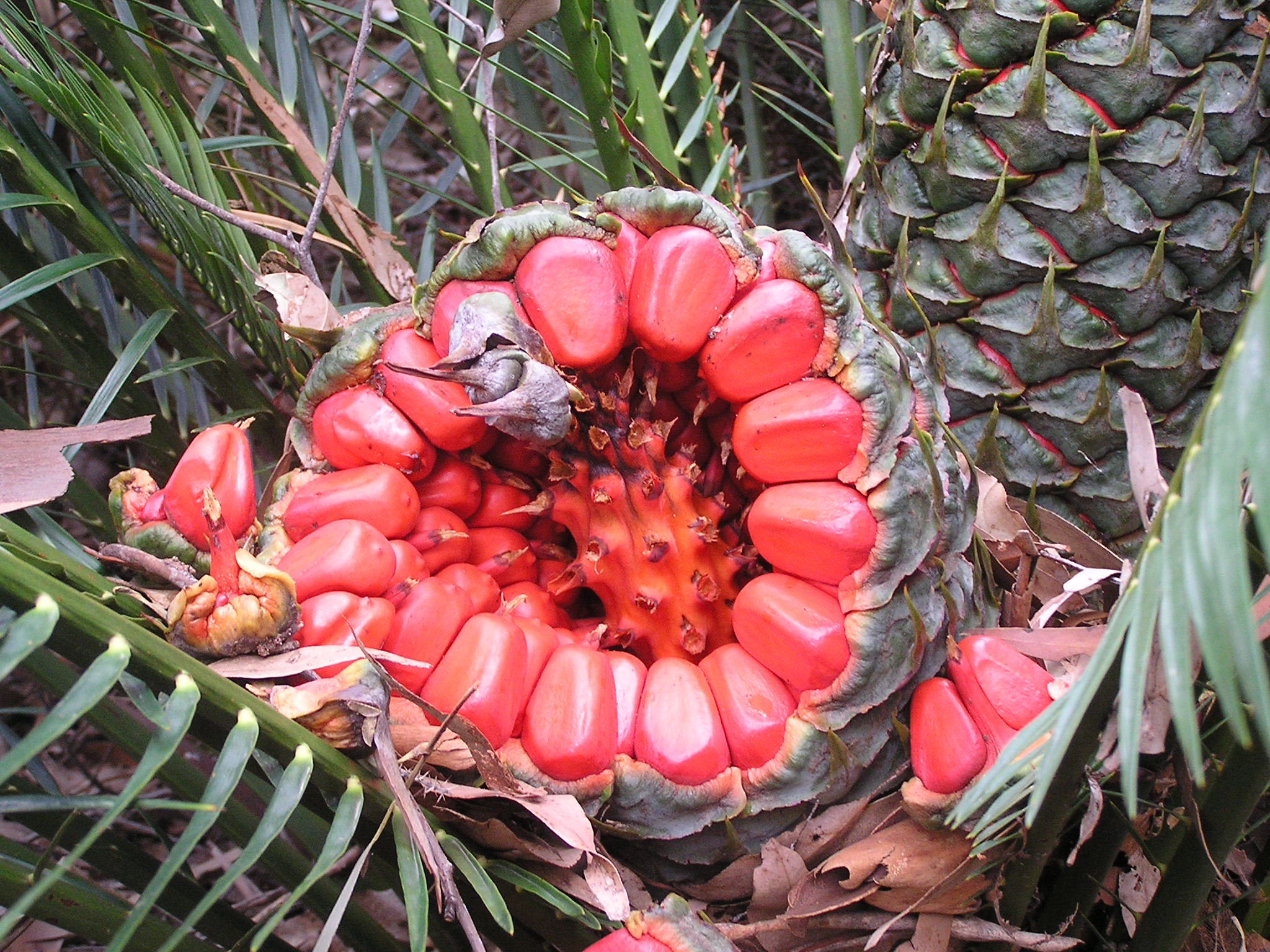
Зріла жіноча шишка

Рослини без надземного стовбура або деревовиді (рідко), стовбур 0–1,5 м заввишки, 40–90 см діаметром. Листків 50–150 в кроні, вони темно-зелені, напівглянсові, 140—250 см в довжину, з 70–150 листовими фрагментами; черешок 12–40 см завдовжки, прямий. Листові фрагменти прості; середні — 160—360 мм в довжину, 8–13 мм завширшки. Пилкові шишки вузькояйцевиді до веретеновиді, завдовжки 25–45 см, 8–12 см діаметром. Насіннєві шишки яйцюваті, 20–45 см, 10–20 см діаметром. Насіння плоске, яйцевиде, 30–45 мм завдовжки, 20–30 мм завширшки; саркотеста червона.

## Поширення, екологія
Країни поширення: Австралія (Новий Південний Уельс). Росте від рівня моря до 300 м. Рослини локально поширені в мокрих або сухих склерофітних лісах, в основному на старих пляжних пісках, й на дрібно-піщаних або кам'янистих ґрунтах на гребенях.

## Загрози та охорона
Міський і сільський розвиток землі вплинули на деякі підгрупи. Деякі субпопуляції є в національних парках, державних лісах.